# Grand Geysir

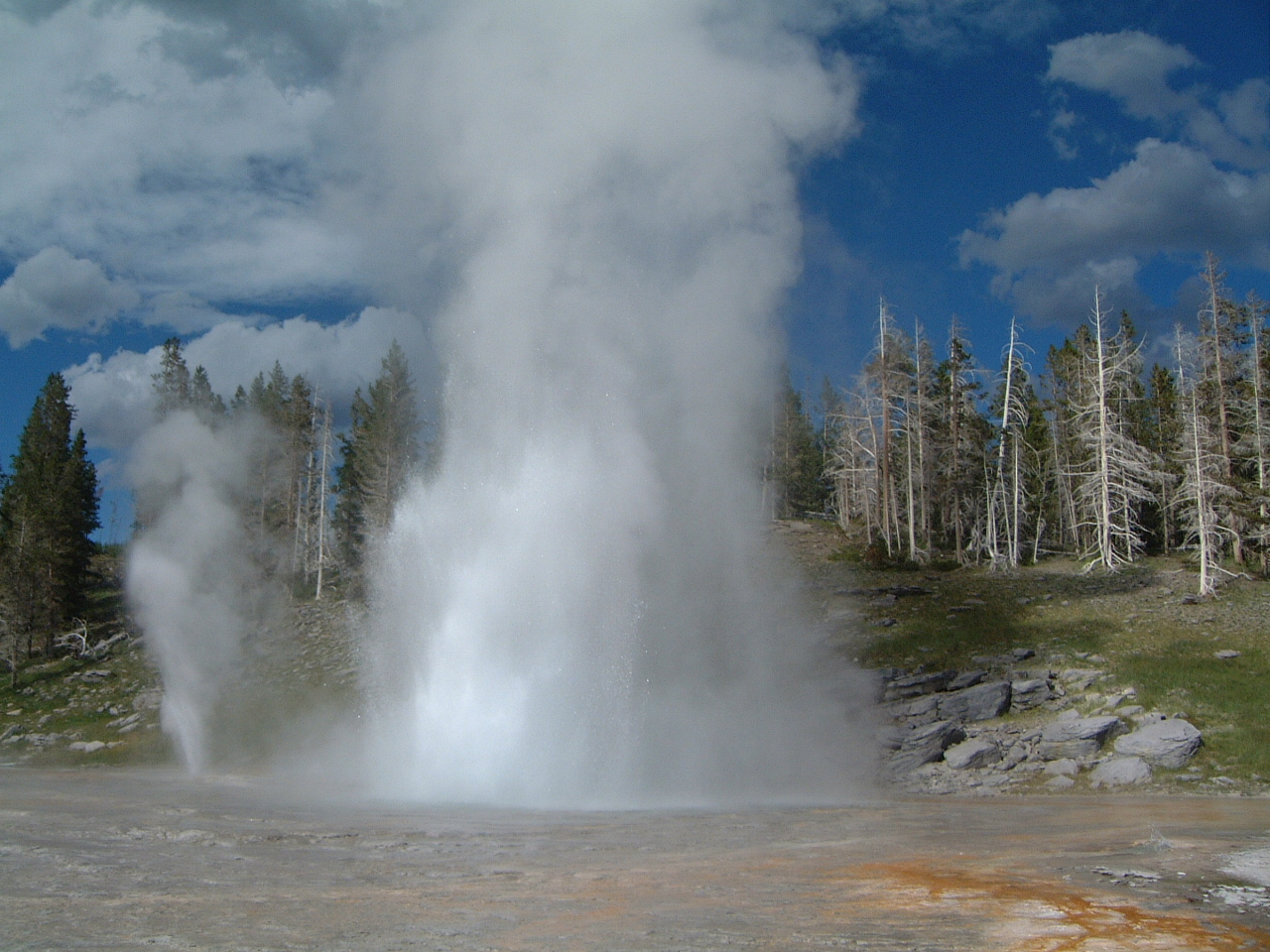
Grand Geysir

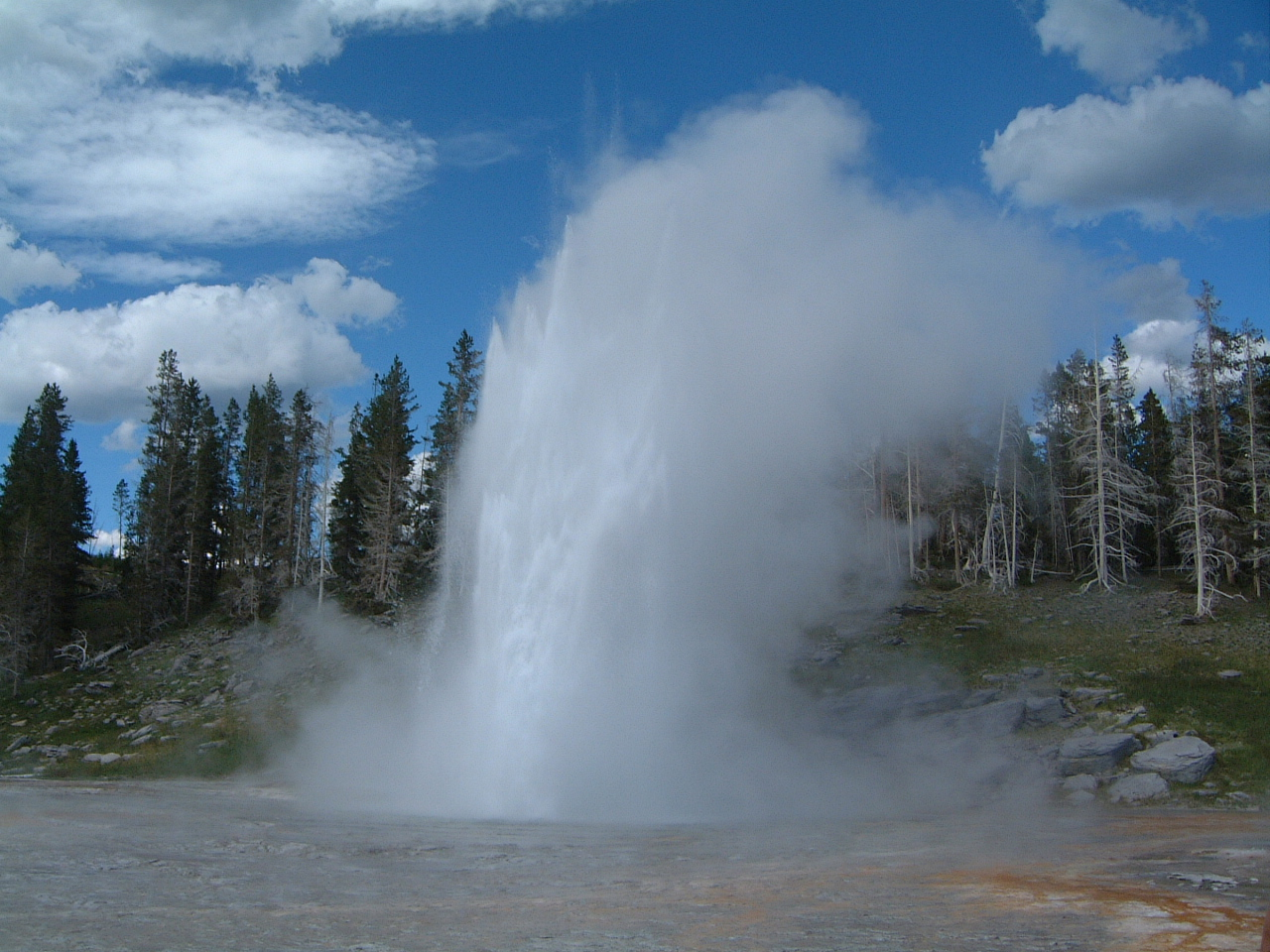
Grand Geysir

Der Grand Geysir befindet sich im oberen Geysir-Becken des Yellowstone-Nationalparks in den USA. Er ist der größte regelmäßig eruptierende Geysir der Welt. Seinen Namen erhielt er 1871 von den Teilnehmern der Hayden-Expedition, weil sie während ihrer Forschungsreise durch das Yellowstone-Gebiet bislang keinen größeren Geysir gesehen hatten.
In der Geschichte des Yellowstone-Nationalparks gehörte der Grand Geysir lange Zeit zu den wenig vorhersehbaren Geysiren, seine Eruptionen kamen sehr unregelmäßig. Heute ist er sehr viel regelmäßiger. Die Ausbrüche des Grand Geysir finden alle 7 bis 15 Stunden statt. 
Der Grand Geysir gehört zu den springbrunnenartigen Geysiren, d. h. der Ausstoß des Wassers geschieht schwallartig und kann aus mehreren Stößen bestehen. Eine durchschnittliche Eruption des Grand Geysir dauert 9 bis 12 Minuten und besteht aus 1 bis 4 Wasserausstößen. Dabei kann die Eruption eine Höhe von bis zu 60 m erreichen. Nach dem Ende eines Ausbruchs ist das Grundwasser-Becken des Geysirs völlig geleert. In einem Zeitraum von etwa fünf Stunden füllt es sich dann wieder langsam mit Wasser. 
Der Grand Geysir gehört zur nach ihm benannten Grand-Gruppe und bildet ihr Zentrum. Weiter zur Gruppe gehören unter anderem der Turban-Geysir, Vent-Geysir, Rift-Geysir und der West-Triplet-Geysir. 
Die meisten Geysire der Grand-Gruppe zeichnen sich durch relativ häufige Eruptionen aus. Zudem beeinflussen sie sich gegenseitig in ihren Aktivitäten. So wurde festgestellt, dass der Grand Geysir nur nach einer zuvor stattgefundenen Eruption des Turban-Geysir ausbricht. Der Vent-Geysir eruptiert fast ausschließlich im Zusammenhang mit Aktivität des Grand Geysirs und Eruptionen des Rift-Geysir oder des West-Triplet-Geysir wirken verzögernd auf Ausbrüche des Grand Geysir.